# Miloš Đelmaš
Miloš Đelmaš (en serbe : Милош Ђелмаш), ou Milos Djelmas (né le 4 juin 1960 à Belgrade), est un footballeur serbe, international yougoslave.

## Biographie
Djelmas réalise la première moitié de sa carrière de footballeur professionnel au Partizan Belgrade, son club formateur, à une époque où les footballeurs yougoslaves ne sont pas autorisés à quitter le pays avant d'avoir 28 ans. Il y est champion de Yougoslavie en 1983, 1986 et 1987. Entre 1978 et 1987 il joue 138 matchs de championnat avec le Partizan et inscrit 20 buts.
Ailier droit dribbleur et spectaculaire, il connaît sa première, et finalement seule, sélection avec l’équipe de Yougoslavie en septembre 1987 contre l'Italie,.
Il profite de ce que son entraîneur au Partizan Nenad Bjeković est engagé à l'OGC Nice pour l'y accompagner. Malgré trois saisons frustrantes sur le plan collectif (le club niçois finit aux portes de la relégation en 1988 et 1990), et irrégulières a titre personnel (il est blessé à plusieurs reprises), il reste apprécié des supporteurs niçois. Son dernier match à Nice est l'occasion d'une très grande performance contre le RC Strasbourg, balayé 6-0, en barrage de maintien en première division. Il aura joué au total 86 matchs et inscrit 5 buts sous le maillot niçois.
En fin de contrat, il n'est pas reconduit et semble ne retrouver un club professionnel qu'au cours de la saison 1991-1992, à Hanovre 96, en deuxième division allemande. Il remporte pourtant avec son club la Coupe d'Allemagne en 1992 et participe par là à la Coupe d'Europe des vainqueurs de coupe en 1992-1993. Hanovre y affronte au premier tour les Allemands du Werder Brême, tenants du titre, et s'incline logiquement. Djelmas arrête finalement sa carrière de footballeur en 1994, après deux nouvelles saisons en deuxième division. Il est nommé entraîneur par intérim de Hanovre 96 en juin 1995.

## Palmarès
| Partizan Belgrade - Championnat de Yougoslavie (3) : - Champion : 1982-83, 1985-86 et 1986-87. |  | Hanovre 96 - Coupe d'Allemagne (1) : - Vainqueur : 1991-92. |